# Raseborg
Raseborg (finnois : Raasepori) est une municipalité de Finlande créée le 1er janvier 2009 par la fusion des municipalités d'Ekenäs, Karis et Pohja.

## Géographie
Raseborg est située dans l'ouest de la région d'Uusimaa, à l'extrémité de la péninsule de Hanko.
La ville a une population de 27 694 habitants (au 30 juin 2021) et une superficie de 2 354,17 km2 dont 1 206,47 km2 sont recouverts d'eau.
La densité d'habitants est de 24,12 par kilomètre carré.
La zone de la ville est coupée dans le sens Sud-ouest-Nord-est par la baie Pohjanpitäjänlahti, sur la rive de laquelle se trouve le centre d'Ekenäs.
Le littoral de la ville compte de nombreuses îles appartenant à l'archipel d'Ekenäs.
Les terres de Raseborg sont principalement des terres morainiques et argileuses du Salpausselkä.
Les forêts de la zone urbaine sont principalement des landes sèches.
Les plans d'eau se composent principalement de baies profondes et de détroits entre les îles, ainsi que de plus de deux cents lacs d'au moins un hectare.
Les plus grands lacs sont Gennarbyviken, Määrjärvi, Iso-Kisko et Degersjön.
La partie sud-est d'Iso-Kisko est située à Raseborg.
Il n'y a pas de grands fleuves ; le plus important est le Mustionjoki.
La ville est bilingue, majoritairement de langue suédoise (66,2 %) et minoritairement finnoise (31 %).
Les municipalites voisines de Raasepori sont Hanko, Kemiönsaari, Salo, Inkoo et Lohja.

## Histoire
Le nom de la ville est tiré de celui du Château de Raseborg, basé à Ekenäs, ou plus formellement dans la municipalité de Snappertuna. Historiquement, le nom du comté fut aussi Raseborg au XIVe siècle.
Les villages de Fiskari et de Billnäs étaient les lieux de vieilles forges.

## Démographie
Depuis 1980, la démographie de Raseborg a évolué comme suit, :
| Année      | 1980   | 1985   | 1990   | 1995   | 2000   | 2005   |
| ---------- | ------ | ------ | ------ | ------ | ------ | ------ |
| population | 27 972 | 28 140 | 28 565 | 28 567 | 28 436 | 28 396 |

| Année      | 2010   | 2015   | 2020   |
| ---------- | ------ | ------ | ------ |
| population | 29 065 | 28 696 | 27 536 |

## Politique et administration

### Conseil municipal
À la suite des élections municipales de 2021, la composition du conseil municipal de Raasepori est :
| Parti | Parti                           | Voix 2021 | Sièges 2021-2025 |
| ----- | ------------------------------- | --------- | ---------------- |
|       | Parti populaire suédois         | 49.2 %    | 23               |
|       | Parti social-démocrate          | 27.6 %    | 12               |
|       | Ligue verte                     | 7.5 %     | 3                |
|       | Parti de la coalition nationale | 5.9 %     | 2                |
|       | Alliance de gauche              | 4.6 %     | 2                |
|       | Vrais Finlandais                | 4 %       | 1                |

### Subdivisions administratives
| Villages de Raseborg | |       |
| Ancienne commune     | Villages | Carte |
| Tammisaari           | Box, Bredvik, Bromarv, Båsa, Dragsvik, Fagernäs, Finby, Finby gränd, Gammelboda, Hangist, Harparskog, Hylta, Höstnäs, Ingvalsby, Jomalvik, Jussaari (Jussarö), Kalvdal, Kansjärvi (Kansjärv), Kelkkala (Kälkala), Kisa (Leksvall), Kivitok, Koivuniemi (Björknäs), Kuivasto (Kvigos), Kulla, Kårböle, Langansböle, Långstand, Malarby, Niitlahti (Nitlax), Norrstrand, Näset, Orvlax, Padva, Pargas, Parkkala (Barkala), Prästkulla, Raasepori (Raseborg), Rekuby, Riilahti (Rilax), Rösund, Siggby, Sillböle, Skogby, Skräddarböle, Skåldö, Sköldargård, Snappertuna, Sommarö, Svenskby, Tallbacka, Tenhola (Tenala), Trollböle, Trollshovda, Västervik, Vättlax, Öby, Östanberg, Österby                                                                                |       |
| Karjaa               | Backby, Backgränd, Bengtsmora, Björnbollstad, Bondby, Brasby, Bredvik, Brynikbacka, Bålaby, Båtsmora, Bällarby, Bällby Bäljars, Degerby, Domargård, Dönsby, Finnbacka, Finnby, Grabbacka, Gösbacka, Heimos, Hållsnäs, Högben, Ingvallsby, Joddböle, Jällsby, Kansbacka, Karjaan asema (Karis station), Karjaan keskusta (Karis centrum), Kasabacka, Kasaby, Kaunislahti (Grundsjö), Kiila (Kila), Kleven, Knapsby, Konungsböle, Kroggård, Kudiby, Kurby, Kvarvbacka, Leppi (Läpp), Lågbacka, Lövkulla, Mangård, Meltola (Mjölbolsta), Mjölnarby, Mustio (Svartå), Nyby, Osmundsböle, Pappila (Prästgården), Päsarby, Reiböle, Romsarby, Sannäs, Sepänkylä (Smedsby), Snällböle, Starkom, Sutarkulla, Svarvarböle, Svedja, Tallmo, Torsböle, Visanbacka, Västanby, Österby |       |
| Pohja                | Andkärr, Ansku (Antskog), Baggby, Björsby, Bockboda, Bollsta (Bollstad), Borgby, Brunkom, Brödtorp, Böle, Dalkarby, Degernäs, Djekenkulla, Ekerö, Elimo, Fiskari (Fiskars), Gammelby, Gennäs, Grabbskog, Grännäs, Gumnäs, Hindraböle, Hällskulla, Jernvik, Kiila (Kila), Klinkbacka, Koppskog, Kuovila (Skogböle), Kvarnby, Kyrkbacka, Lillfors, Mörby, Näsby, Pappila (Prästgården), Persböle, Pinjainen (Billnäs), Pohjankuru (Skuru), Ramskulla, Sidsbacka, Sjösäng, Skarpkulla, Skogäng, Skrittskog, Slicko, Sonabacka, Spakanäs, Starrböle, Sunnanvik, Svedjeby, Sällvik, Tomasböle, Torby, Trädbollstad, Uusikartano (Nygård), Vesterby, Joensuu (Åminne), Åminnefors                                                                                               |       |

## Transports

### Liaisons routières
Raseborg est traversée par la nationale 25 qui relie Hyvinkää à Hanko.
Elle traverse les centres de Karjaa et d'Ekenäs, et à environ trois kilomètres du centre de Karjaa, elle croise la route principale 51 qui mène à  Helsinki.
La route principale 52 mène de Ekenäs à Salo.
Raseborg est traversée par les routes régionales 110 et 111.

### Transport ferroviaire
La gare de Karjaa est une gare de croisement, où la ligne côtière entre Helsinki et Turku croise la ligne menant de Hyvinkää à Hanko.
Certains trains reliant Helsinki et Turku s'arrêtent à la gare de Karjaa.
Il y a aussi des trains locaux menant à Hanko.
Entre Hyvinkää et Karjaa, il n'y a que du trafic de marchandises.
La municipalité de Raasepori dispose de quatre gares de voyageurs, Karjaa, Dragsvik, Ekenäs et Skogby, dont les trois dernières ont des liaisons vers Hanko et Karja toutes les deux heures.

## Économie

### Principales entreprises
En 2021, les principales entreprises de Raasepori par chiffre d'affaires sont :
| Société                               | C.A.  |
| ------------------------------------- | ----- |
| Celsa Steel Service Oy                | 59 M€ |
| Folkhälsän Välfärd Ab                 | 47 M€ |
| Geberit Production Oy                 | 32 M€ |
| Lantmännen Agro Karjaa                | 29 M€ |
| Axxell, keskushallinto                | 24 M€ |
| K-Supermarket Ekenäs-Tammisaari       | 22 M€ |
| Oy Sisu Auto Ab                       | 20 M€ |
| SBA Interior Oy                       | 19 M€ |
| Raseborgs Energi / Raaseporin Energia | 18 M€ |
| N3M Power Oy Ab                       | 15 M€ |

### Employeurs
En 2021, ses plus importants employeurs sont:
| Employeur                            | Employés |
| ------------------------------------ | -------- |
| Axxell, keskushallinto               | 644      |
| Folkhälsän Välfärd Ab                | 483      |
| Geberit Production Oy                | 149      |
| Celsa Steel Service Oy               | 145      |
| Sydbevakning Ab - Etelävartiointi Oy | 112      |
| SBA Interior Oy                      | 108      |
| Oy Sisu Auto Ab                      | 104      |
| Puutarha Tahvoset                    | 79       |
| N3M Power Oy Ab                      | 58       |
| Tammet Oy Tammisaaren Tehdas         | 51       |

## Lieux et monuments
- Église de Pohja
- Église de Karjaa
- Château de Raseborg
- Église d'Ekenäs
- Église de Bromarv
- Vieille ville d'Ekenäs
- Port d'Ekenäs
- Gare d'Ekenäs
- Gare de Karjaa
- Route royale
- Église de Tenhola
- Grabbacka
- Junkarsborg
- Manoir de Mustio
- Ancienne mairie
- Villa Skeppet

## Jumelages
En février 2011, Raseborg est entrée dans l'« Agrément coopératif de l'amitié » avec Makana en Afrique du Sud. Le projet, sur une durée de trois ans, cherche à faciliter les échanges économiques et culturels, la condition de la femme et le développement et l'éducation des jeunes.
Raseborg est aussi jumelée avec Haugesund (Norvège).

## Galerie

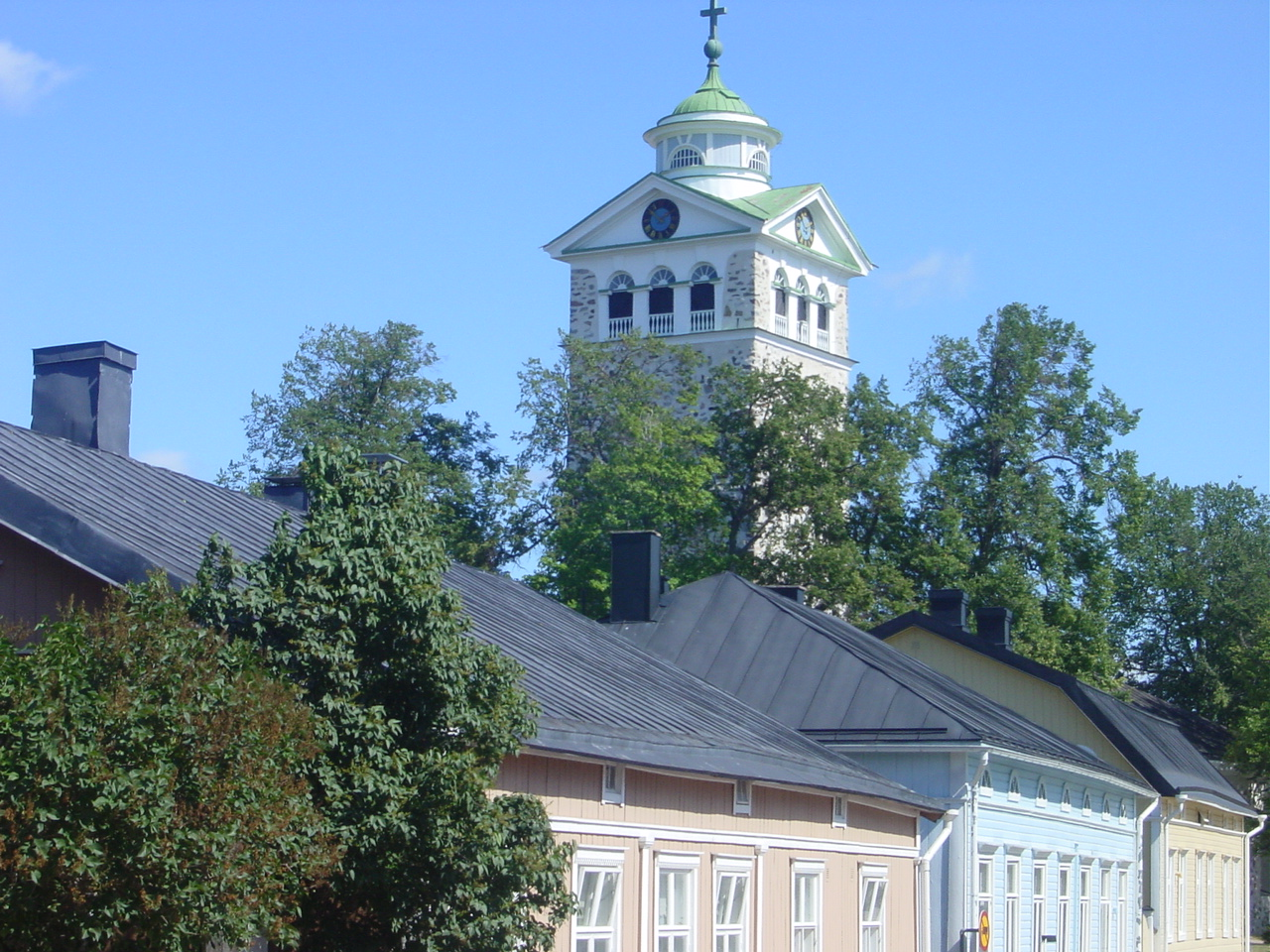
Église d'Ekenäs
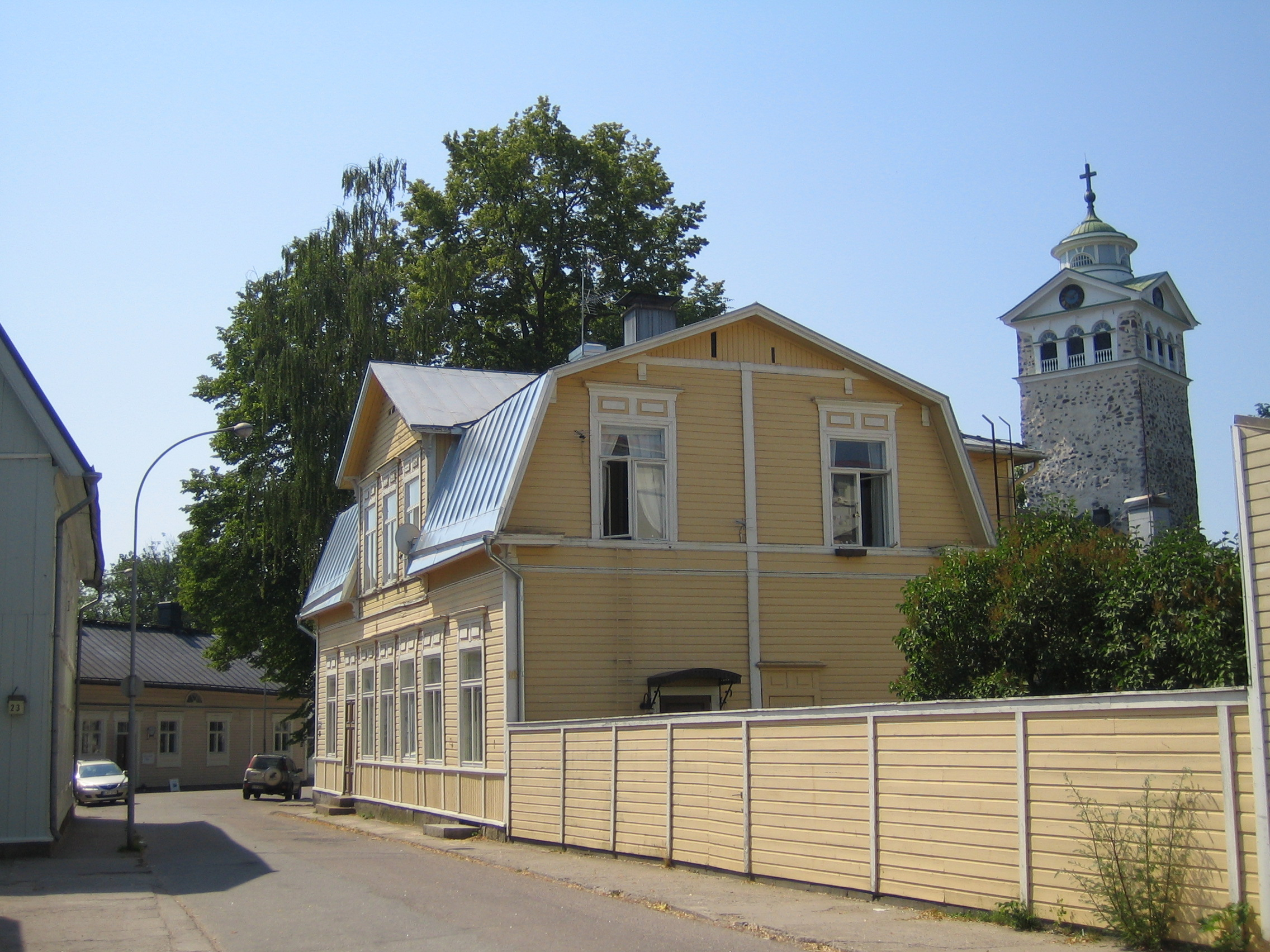
Vieille ville d'Ekenäs
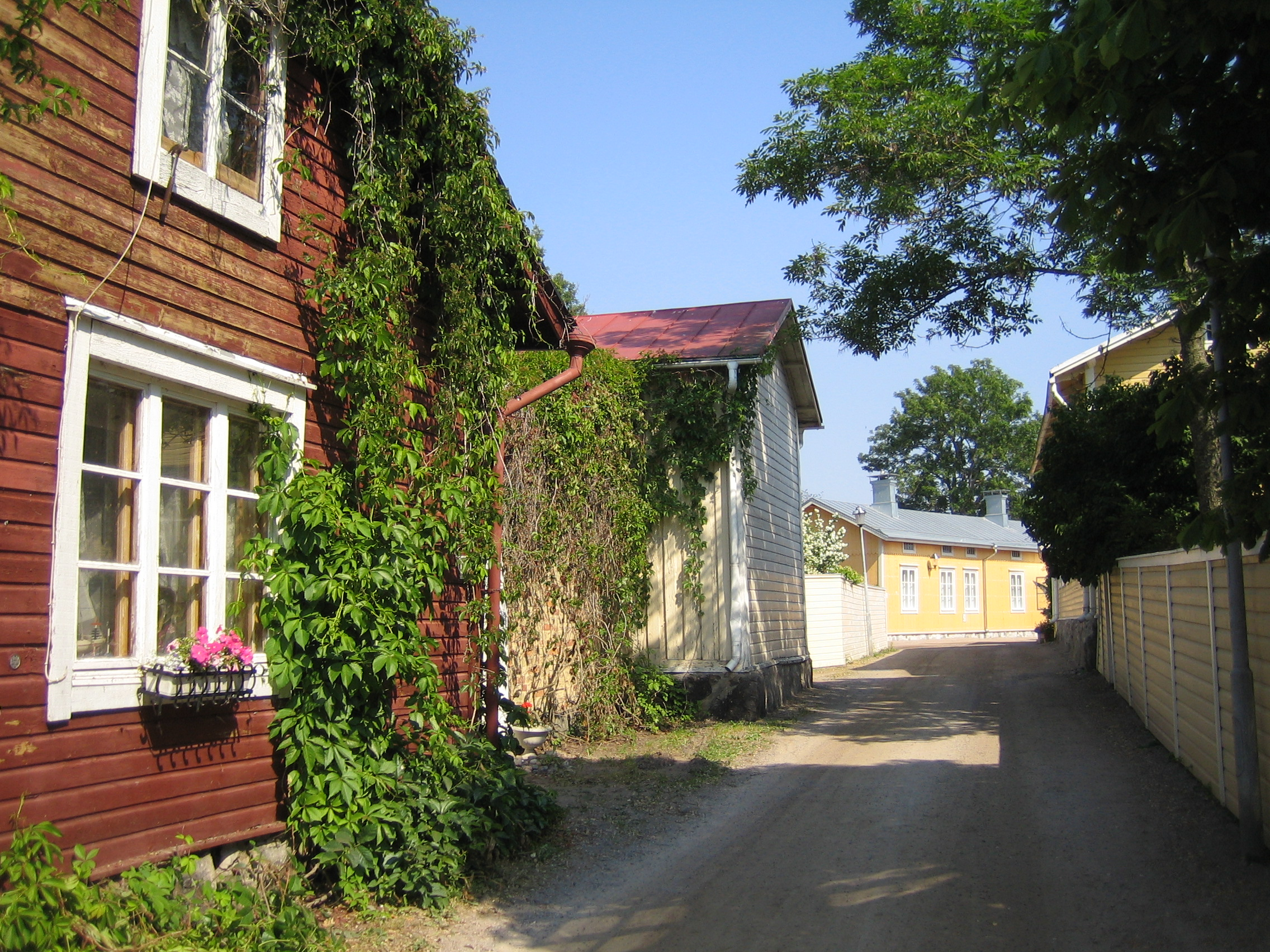
Vieille ville d'Ekenäs
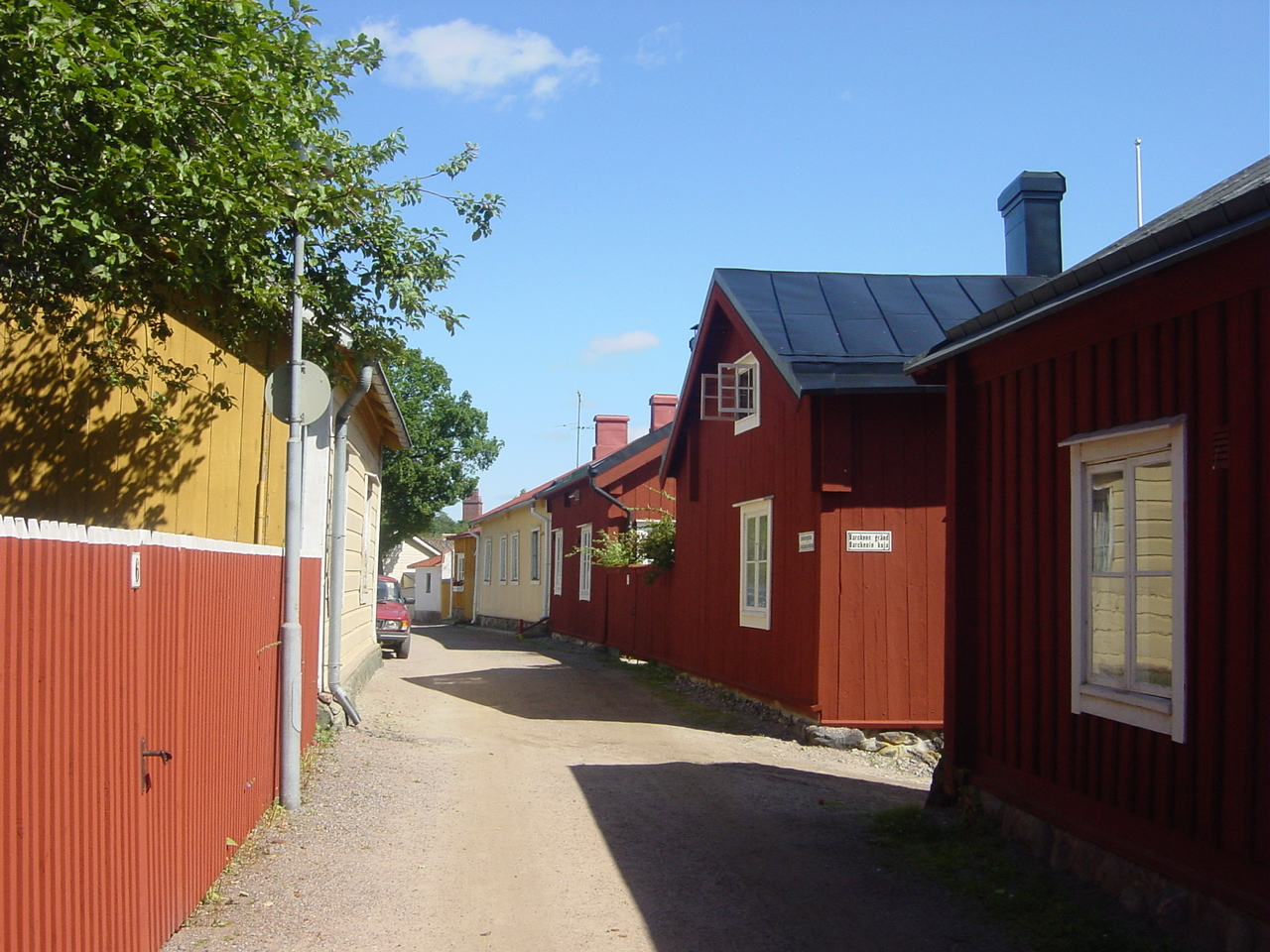
Ekenäs
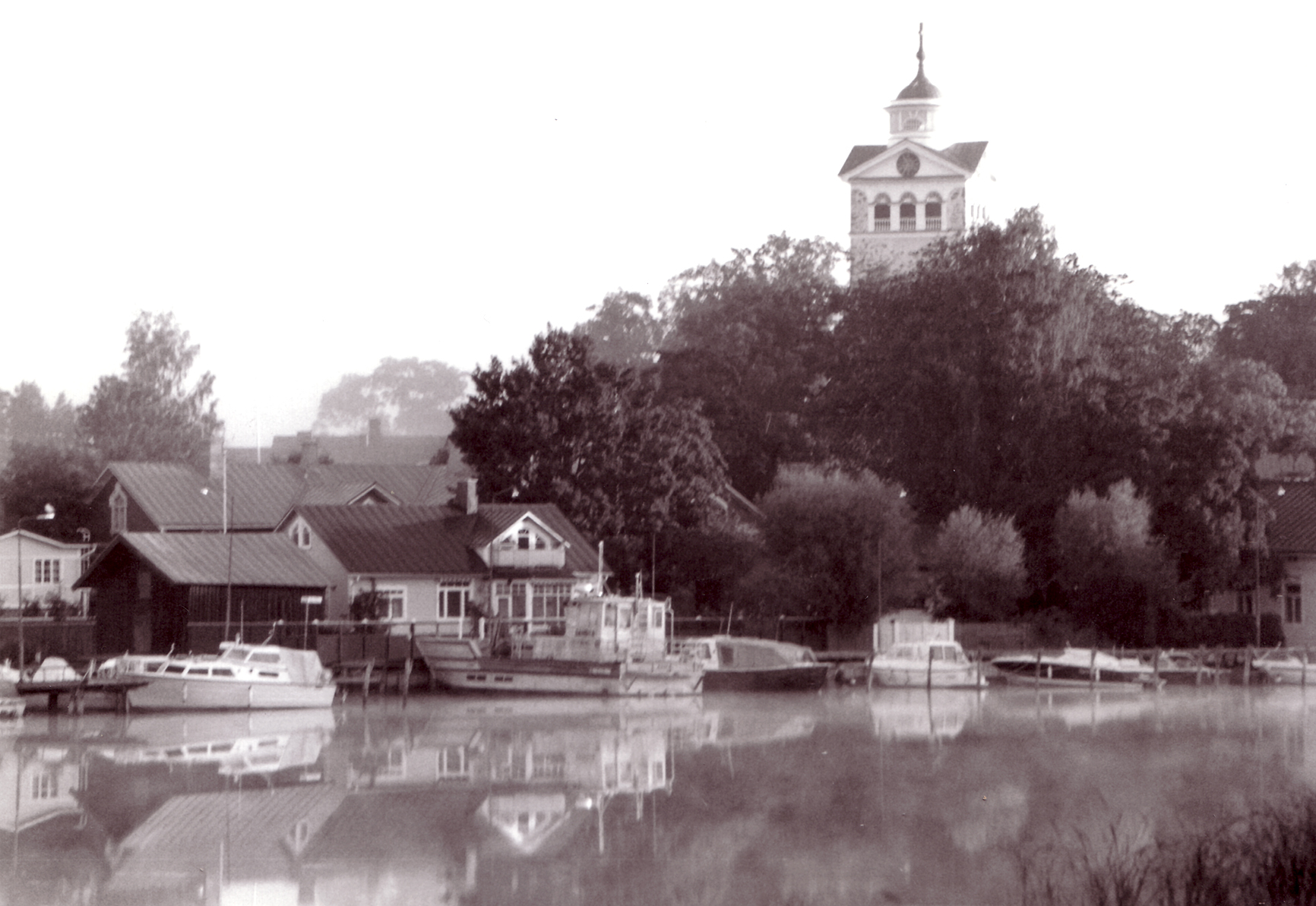
Le port d'Ekenäs
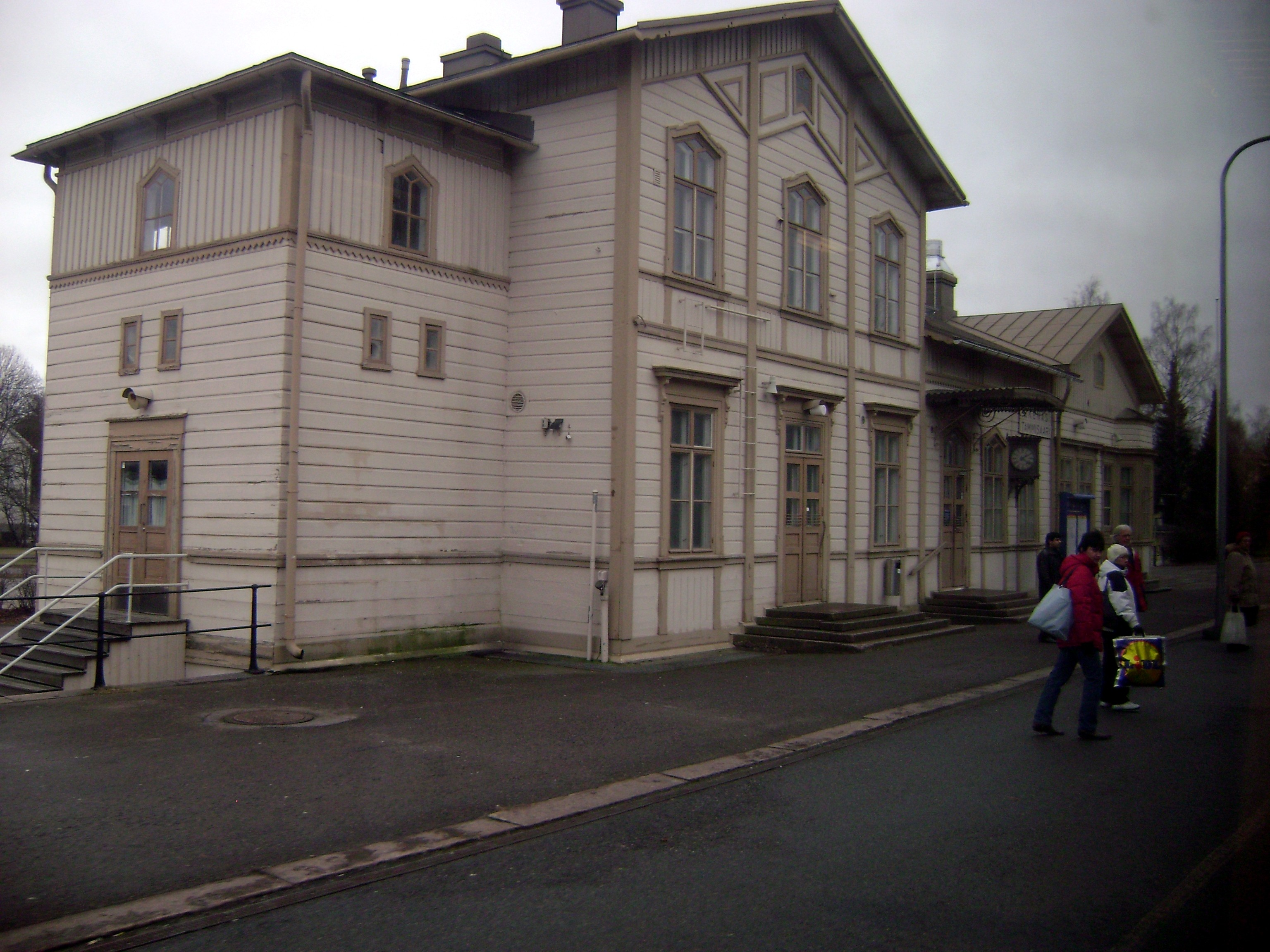
Gare d'Ekenäs
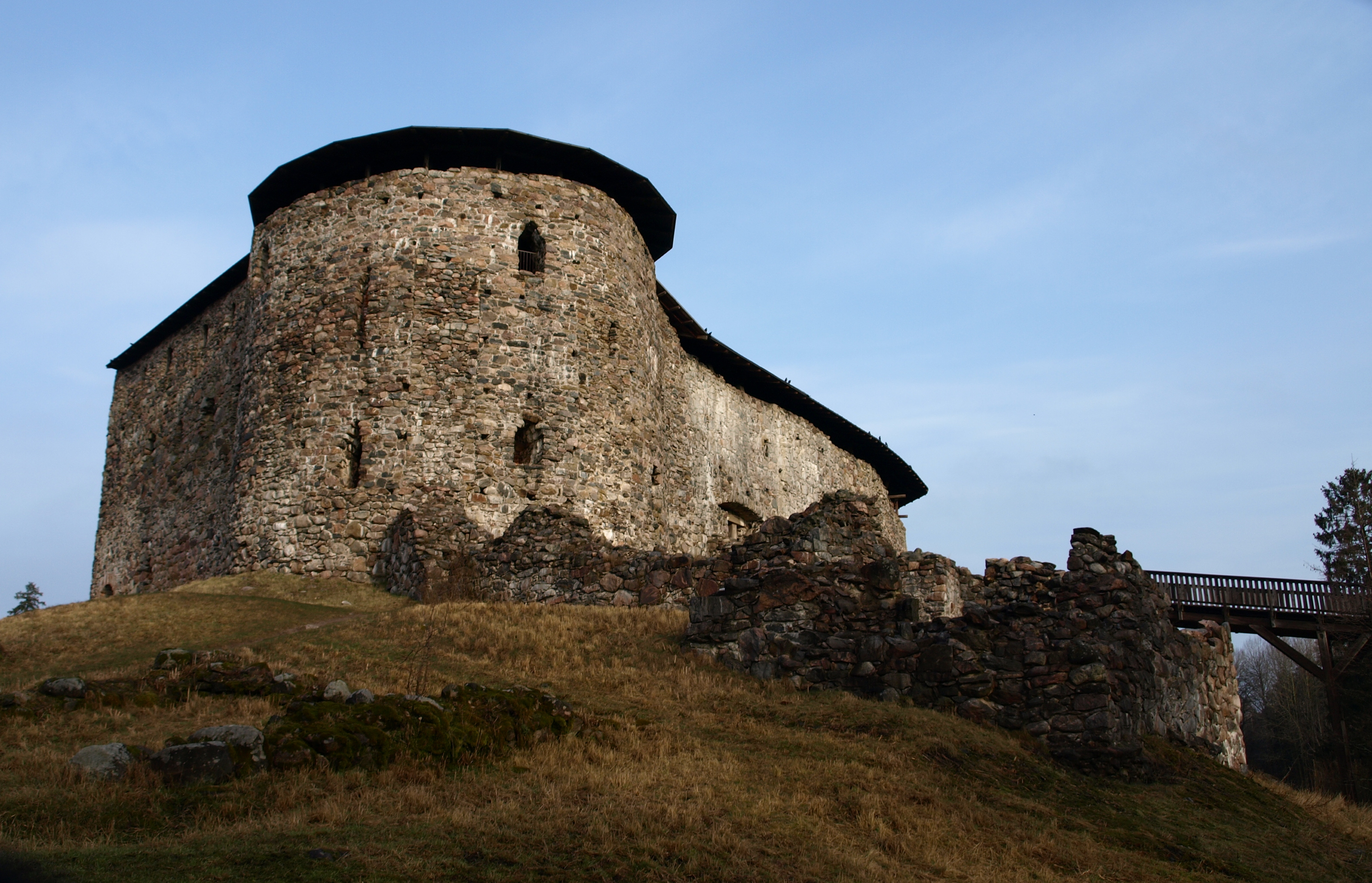
Le château de Raseborg.
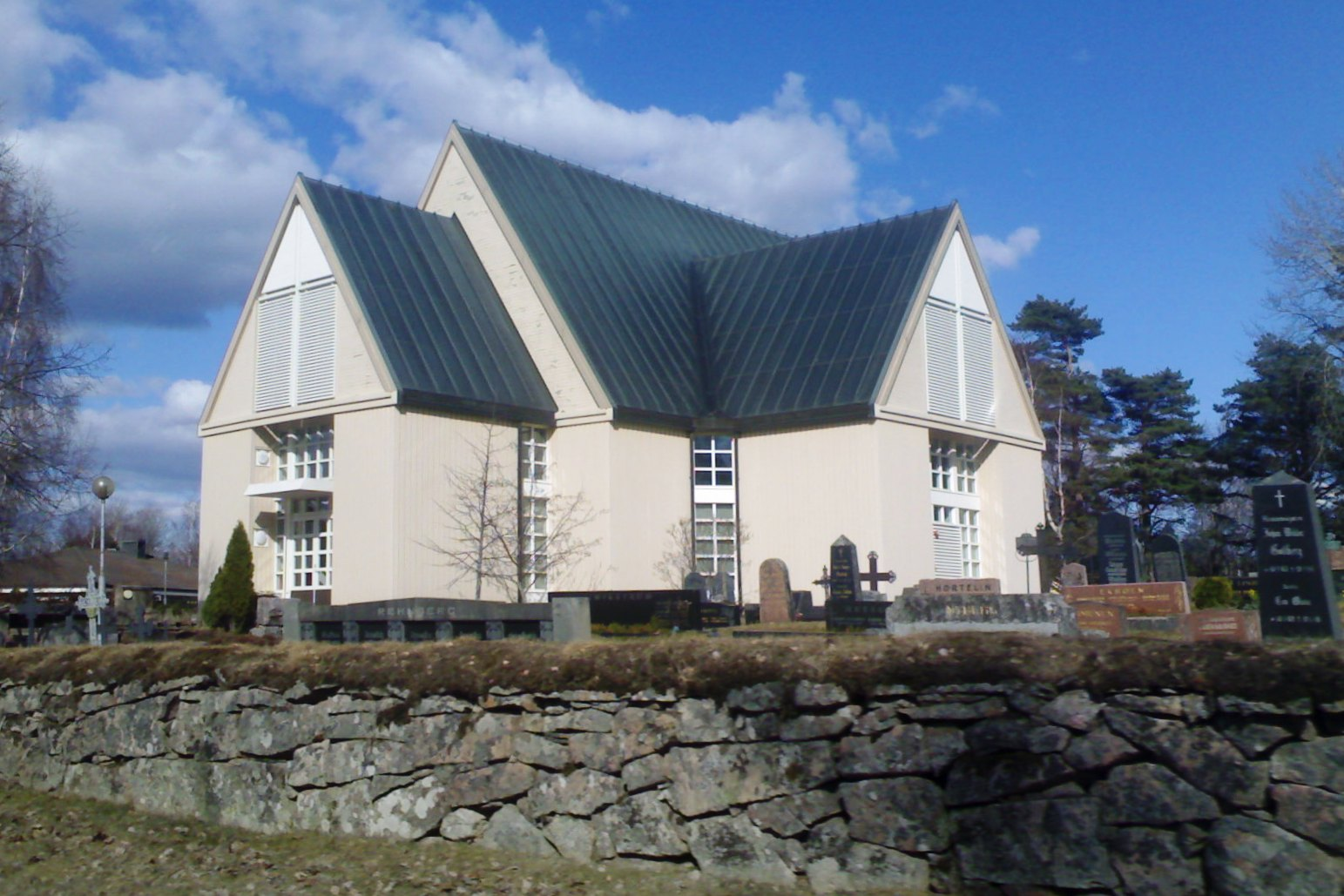
Église de Bromarv